# Fairey S.9/30
El Fairey S.9/30 fue un biplano monomotor biplaza construido para cubrir las especificaciones del Ministerio del Aire para un avión de reconocimiento de flota. Voló entre 1934 y 1936 en configuraciones de hidroavión y terrestre. Aunque sólo se construyó una unidad, fue el antecesor del Fairey Swordfish.

## Diseño y desarrollo
La evolución del diseño que dio origen al Fairey Swordfish comenzó con el concurso por parte de Fairey en la Especificación S.9/30 del Ministerio del Aire para un avión biplaza de reconocimiento y observación de la flota. La compañía recibió financiación para un prototipo en agosto de 1931. El avión resultante, que no voló hasta el 22 de febrero de 1934, sólo fue conocido por su número de especificación.
El Fairey S.9/30 se construyó íntegramente con tiras y tubos de acero inoxidable, recubiertos de tela. Era un biplano de un solo vano con alas ligeramente decaladas y en flecha. El ala inferior era ligeramente menor, tanto en envergadura como en cuerda; debido a estas diferencias, los soportes interplanares convergían notablemente hacia el ala inferior y los pares exteriores se inclinaban ligeramente hacia afuera. Los alerones sólo se instalaron en el ala superior, que también contaba con slots en el borde de ataque. Las alas podían plegarse para su almacenamiento a bordo.
La diferencia más obvia entre el S.9/30 y sus descendientes residía en el motor. El primero contaba con un V12 Rolls-Royce Kestrel refrigerado por líquido, en lugar del motor radial del Swordfish. Este motor se refrigeraba por evaporación, con condensadores en la parte inferior de la sección central del ala superior. El ala superior se encontraba por encima del fuselaje y la cabina abierta del piloto se encontraba justo detrás del borde de fuga de la sección central de cuerda estrecha, con una visibilidad mejorada gracias a los recortes resultantes en ambas alas. Inmediatamente detrás de él se encontraba una larga cabina para el artillero. El empenaje era convencional, con un plano de cola arriostrado y superficies de control compensadas.
El S.9/30 fue operado desde tierra y posteriormente como hidroavión. Su tren de aterrizaje con ruedas estaba dividido, las patas principales se unían al larguero delantero bajo los soportes interplanares de la sección central y con arriostramiento delantero al fuselaje en la parte trasera del compartimiento del motor. Las ruedas principales tenían neumáticos de baja presión y estaban equipadas con frenos de rueda; había una pequeña rueda de cola. Como hidroavión, tenía un solo flotador central, arriostrado por dos soportes delanteros a la parte trasera del motor y un par de puntales traseros que unían el flotador al larguero trasero del ala. Este flotador, casi tan largo como la aeronave y que se proyectaba bastante hacia adelante del morro, tenía un solo rediente y un timón de agua. Un par de flotadores estabilizadores estaban montados en el exterior, arriostrados hasta los largueros de las alas por debajo de los soportes interplanares exteriores.
Las pruebas en la configuración terrestre continuaron hasta 1934, cuando se instalaron los flotadores. Su primer vuelo como hidroavión tuvo lugar el 15 de enero de 1935 en la base de Fairey en Hamble. En 1936 fue sometido a pruebas navales en Felixstowe, donde se elogió su impecable comportamiento en el agua. En el aire, los controles resultaron ser "pesados pero positivos".

### Hacia el Swordfish
Al mismo tiempo que construían lentamente el S.9/30, Fairey también estaba trabajando en un avión muy similar que combinaría el papel de reconocimiento de observación con el de bombardero torpedero. Originalmente destinado a la Fuerza Aérea Griega, sólo se diferenciaba en tener un motor radial Armstrong Siddeley Panther VI de 466 kW (625 hp). Este avión, conocido como TSR I, voló por primera vez el 21 de marzo de 1933, mucho antes que el S.9/30. Aparte del motor, el TSR I se diferenciaba del S.9/30 únicamente en tener alerones interconectados mediante puntales en ambas alas e, inicialmente, un tren de aterrizaje con carenados. En junio, el motor se cambió a un Bristol Pegasus IIM de 474 kW (635 hp), otro motor radial encapotado, al igual que el anterior, bajo un anillo Townend de cuerda estrecha. Casi al mismo tiempo, perdió sus carenados y el gancho de detención. El único avión se perdió tras sufrir una barrena plana el 11 de septiembre de 1933.
A pesar de su pérdida, su rendimiento fue lo suficientemente bueno como para requerir la producción de otro avión con la especificación S.15/33, una fusión de las especificaciones anteriores S.9/30 y M.1/30 para un bombardero torpedero. El avión resultante fue el TSR II; comparado con el TSR I, fue alargado y el centro de gravedad modificado se adaptó mediante una mayor flecha alar. Tenía un timón de cuerda más ancha y un motor Pegasus con capota de cuerda ancha. Este fue el prototipo del Swordfish.

## Especificaciones (hidroavión)
Referencia datos: Taylor, 1974

### Características generales
- Tripulación: Dos
- Longitud: 12 m (39,3 ft)
- Envergadura: 14 m (46 ft)
- Altura: 5 m (16,5 ft)
- Superficie alar: 41,1 m² (442 ft²)
- Peso vacío: 2063 kg (4546,9 lb)
- Peso cargado: 2948 kg (6497,4 lb)
- Planta motriz: 1× motor lineal V12 refrigerado por líquido Rolls-Royce Kestrel IIMS.
  - Potencia: 392 kW (540 HP; 533 CV)
- Hélices: Bipala de paso fijo

### Rendimiento
- Velocidad máxima operativa (Vno): 219 km/h (136 MPH; 118 kt) a 610 m (2000 pies)
- Régimen de ascenso: 4,5 m/s (880 ft/min) máximo a 610 m (2000 pies)

### Armamento
- Ametralladoras: 

  - 1x Vickers de 7,7 mm frontal fija en lado de babor de la capota del motor
  - 1x Lewis de 7,7 mm flexible en la cabina trasera en montaje rápido Fairey

## Aeronaves relacionadas

### Desarrollos relacionados
- Fairey Swordfish